# Georg Christian von Wolff
Georg Christian von Wolff (* 4. Dezember 1711 in Tönning; † 31. Juli 1784 in Kiel) war ein deutscher Staatsmann und Kurator der Universität Kiel.

## Leben und Wirken
Georg Christian von Wolff war ein Sohn von Zacharias Wolff und dessen zweiter Ehefrau Magdalena Dorothea, geborene Müller, die 1713 starb. Wolff wuchs daher bei seiner Großmutter Müller in Schleswig, bei der der Vater wohnte, auf. Das Umfeld galt als pietistisch fromm. Gemeinsam mit seinem einige Jahre älteren Vetter Jakob Friedrich von Preusser erhielt er Unterricht bei Magister Johannes Fabri, der bei August Hermann Francke an der Universität Halle studiert hatte.
Im Alter von zwölf Jahren wurde Wolff an der heruntergekommenen Universität Kiel eingeschrieben. Tatsächlich studierte er dort nie oder lediglich für kurze Zeit. Am 24. September 1727 immatrikulierte sich Wolff an der Universität Jena, wo er gemeinsam mit von Preusser studierte. Am 18. April 1730 wechselten sie an die Universität Halle. Danach reisten sie anscheinend nach Holland und Frankreich. 
1736 trat Wolff in gottorfische Dienste und war zunächst Kammerjunker bei Karl Peter Ulrich. Außerdem war er angeblich bis zum Tod Karl Friedrichs als Erzieher für dessen Kinder tätig. Was er danach tat, ist nicht dokumentiert. Am 1. Januar 1752 wurde Wolff zum Kammerherrn beim General-Kriegs-Kommissariat ernannt. Großfürst Peter, den er selbst erzogen hatte, rief ihn im Juni 1761 nach Russland. Hier folgte er auf Gottlieb Georg Heinrich von Stambke und führte gemeinsam mit dem Oberkammerherren Christian August von Brockdorff (1696–1780) die Geschäfte der holsteinischen Regierung.
Am 20. Septemberjul. / 1. Oktober 1761greg. wurde Wolff zum Konferenzrat der holsteinischen Kanzlei in Petersburg bestellt. Somit gehörte er auch dem Geheimen Regierungsconseil in Kiel an. Peter III. gab nach seinem Amtsantritt bei Wolff ein schriftliches Gutachten über die Schleswig-Holstein-Frage in Auftrag, die er schnell lösen wollte. Nach dem Sturz des Zaren und der Übernahme der Regierung durch Katharina II. wurde Wolff, wie alle Holsteiner, des Landes verwiesen. Er zog daraufhin nach Hamburg, um die weitere Entwicklung abzuwarten.
Am 16. Oktober 1762 wurde Wolff zum Wirklichen Geheimen Rat im Kieler Regierungsconseil, im Mai 1764 darüber hinaus zum Landrat ernannt. Somit musste er auch die Sitzungen des Landgerichts, das ein Forum der der Gemeinschaftlichen Regierung darstellte, besuchen. Das Konseil schlug Wolff als Kurator der Kieler Universität vor. Ein Kurator existierte hier seit 1759 nicht mehr, und Wolff hatte die Interimsverwaltung schon im Januar 1763 übernommen. Offiziell übernahm er das Amt am 12. Mai 1763 und wurde Vorsitzender des am 29. Mai 1763 eingerichteten Kuratorenkollegiums. Er arbeitete weiterhin im Regierungsconseil mit und besuchte auch dessen letzte Zusammenkunft am 15. November 1773. Seine Dienstzeit endete, wie die aller gottorfischen Minister, mit dem Vertrag von Zarskoje Selo und der Übernahme der staatlichen Hoheit durch den König von Dänemark.
Nach dem Abschied aus dem Amt lebte Wolff zurückgezogen in Kiel und beschäftigte sich mit seiner Privatbibliothek. Er starb vermutlich unverheiratet in Kiel und wurde in Schleswig begraben.

## Bibliothek
Wolff besaß eine berühmte Bibliothek mit 13–14.000 Bänden. Die Universität Kiel kaufte diese kurz vor seinem Tod. Dadurch ergänzte und verdoppelte sie ihre Bestände, die bis dahin mangelhaft waren, nahezu. Aufgrund des Zweiten Weltkriegs existiert diese „Wolffiana“ nur noch in Resten. Wolff hatte selbst einen systematischen Katalog erstellt, aus dem hervorgeht, dass er einer der bedeutendsten gelehrten Buchsammler seiner Zeit war.

## Ehrungen
Wolff war ein Ritter des herzoglich schleswig-holsteinischen St.-Annen-Ordens und des kaiserlich russischen St.-Alexander Newskij-Ordens. Da ein vermutlich 1762 in St. Petersburg geschaffenes Porträt Wolff mit den Orden zeigt, ist davon auszugehen, dass er diese 1761 und 1762 von Peter III. erhalten hatte. 
Katharina II. verlieh Wolff als Vormundschaftsregentin des Großfürstlichen Anteils von Holstein am 19./30. Januar 1766 die Exspektanz auf die Hamburger Dompräpositur. Dies kann als hohe Ehrung angesehen und herausgehobene Gnadenbezeigung angesehen werden.  Anfang 1768 wurde Wolff daher Propst des Hamburger Domkapitels und Prälat.
Am 7. April 1770 (Matrikel-Nr. 729) wurde er mit dem Beinamen Maecenas zum Mitglied der Leopoldina gewählt.